# Bollpottia
Bollpottia (Microbryum rectum) är en bladmossart som beskrevs av Richard Henry Zander 1993. Bollpottia ingår i släktet pottmossor, och familjen Pottiaceae. Arten har ej påträffats i Sverige. Inga underarter finns listade i Catalogue of Life.